# William Monson (1er vicomte Oxenbridge)
Pour les articles homonymes, voir Monson.
William John Monson, 1er vicomte Oxenbridge (18 février 1829 - 16 avril 1898), connu sous le nom de Lord Monson entre 1862 et 1886, est un homme politique libéral britannique. Il sert comme capitaine des Yeomen de la garde entre 1880 et 1885 et en 1886 sous William Ewart Gladstone.

## Jeunesse
Il est le fils de William Monson, 6e baron Monson, et Eliza, fille d'Edmund Larken. Le diplomate Edmund Monson (1er baronnet) (en), est son frère cadet. Il fait ses études à Windlesham House School (1838-1842), au Collège d'Eton et à Christ Church, Oxford.

## Carrière politique
Monson est élu député de Reigate en 1858, siège qu'il occupe jusqu'à ce qu'il succède à son père à la pairie en 1862 et entre à la Chambre des lords. Il sert sous William Ewart Gladstone comme trésorier de la maison en 1874 et comme capitaine des Yeomen de la garde entre 1880 et 1885 et en 1886 et est admis au Conseil privé en 1874. En 1886, il est créé vicomte Oxenbridge, de Burton dans le comté de Lincoln. Il occupe de nouveau un poste sous Gladstone en tant que maître du cheval entre 1892 et 1894. De 1880 à 1892, il est whip en chef libéral à la Chambre des lords.
Il est nommé colonel honoraire du 2nd Surrey Rifle Volunteer Corps et son successeur, le 1st Volunteer Battalion, Queen's Royal Regiment (West Surrey), le 18 mars 1882.

## Famille
Lord Oxenbridge épouse Maria, comtesse douairière de Yarborough, fille de Cornwallis Maude, 3e vicomte Hawarden, et veuve de Charles Pelham, 2e comte de Yarborough, le 7 août 1869. Le mariage est sans enfant. Elle est décédée en décembre 1897. Lord Oxenbridge ne lui survit que quelques mois et est décédé en avril 1898, à l'âge de 69 ans. Comme il n'a pas d'enfants, la vicomté s'éteint à sa mort, et son frère cadet, Debonnaire John Monson, 8e baron Monson hérite de la baronnie.